# Луговское (Алтайский край)
Луговское — село в Зональном районе Алтайского края России. Административный центр Луговского сельсовета.

## История
Луговское было основано в 1746 году. В «Списке населённых мест Российской империи» 1868 года издания населённый пункт упомянут как заводское село Луговское (Харкуново) Чарышского участка Бийского округа Томской губернии при речке Шубинке. В селе имелось 60 дворов и проживало 432 человека (200 мужчин и 232 женщины). Функционировала православная церковь.

В 1899 году в селе, относившемуся к Шубинской волости Бийского уезда, имелось 352 двора (349 крестьянских и 3 некрестьянских) и проживало 2035 человек (1174 мужчины и 1131 женщина). Действовали две церкви, церковно-приходская школа, питейное заведение, хлебозапасный магазин, мануфактурная и мелочная торговая лавки, две маслобойни, две рушейки и четыре мукомольные мельницы.
По состоянию на 1911 год село Луговское включало в себя 350 дворов. Население на тот период составляло 3305 человек.

В 1926 году в селе Луговское имелось 632 хозяйства и проживало 3311 человек (1605 мужчин и 1706 женщин). Функционировали школа I ступени, школа подростков, и лавка общества потребителей. В административном отношении Луговское являлось центром сельсовета Бийского района Бийского округа Сибирского края.

## География
Село находится в восточной части Алтайского края, в пределах Бийско-Чумышской возвышенности, на берегах реки Шубинка, на расстоянии примерно 17 километров (по прямой) к северо-востоку от Зонального, административного центра района. Абсолютная высота — 223 метра над уровнем моря.

Климат умеренный, континентальный. Средняя температура января составляет −18,2 °C, июля — +18,9 °C. Годовое количество атмосферных осадков — 518 мм.

## Население
| 1997  | 1998  | 1999  | 2000  | 2001  | 2002  | 2003  | 2004  | 2005  |
| ----- | ----- | ----- | ----- | ----- | ----- | ----- | ----- | ----- |
| 1284  | ↗1299 | ↘1284 | ↘1276 | ↘1248 | ↘1233 | ↘1229 | ↗1236 | ↘1154 |
| 2006  | 2007  | 2008  | 2009  | 2010  | 2011  | 2012  | 2013  |       |
| ↘1150 | ↗1167 | ↘1165 | ↘1163 | ↘1145 | ↘1144 | ↗1154 | ↗1163 |       |

Согласно результатам переписи 2002 года, в национальной структуре населения русские составляли 90 %.

## Инфраструктура
В селе функционируют средняя общеобразовательная школа, детский сад, фельдшерско-акушерский пункт (филиал КГБУЗ «Зональная центральная районная больница»), дом культуры, библиотека и отделение Почты России.

## Улицы
Уличная сеть села состоит из 12 улиц и 4 переулков.

## Транспорт
Посёлок доступен автомобильным транспортом.
Проходит  автодорога межмуниципального значения «а/д Р-256 - Луговское - Путь
Ленинизма» (идентификационный номер 01 ОП МЗ 01Н-1503) протяжённостью 25,650 км.